# Gemaingoutte
Gemaingoutte – miejscowość i gmina we Francji, w regionie Grand Est, w departamencie Wogezy.
Według danych na rok 1990 gminę zamieszkiwały 123 osoby, a gęstość zaludnienia wynosiła 32 osób/km² (wśród 2335 gmin Lotaryngii Gemaingoutte plasuje się na 922. miejscu pod względem liczby ludności, natomiast pod względem powierzchni na miejscu 1109.).